# Sochinsogonia lugentis
Sochinsogonia lugentis är en insektsart som beskrevs av Young 1986. Sochinsogonia lugentis ingår i släktet Sochinsogonia och familjen dvärgstritar. Inga underarter finns listade i Catalogue of Life.